# Oqil Oqilov
Oqil Oqilov, parfois traduit du russe en Akil Akilov, (en tadjik : Оқил Оқилов, né le 2 février 1944 à Leninabad) est un homme d'État tadjik. Oqilov est Premier ministre du Tadjikistan du 20 décembre 1999 au 23 novembre 2013. En novembre 2013, Oqilov est remplacé au poste de premier ministre par Kokhir Rasulzoda.

## Biographie
Oqilov fait sa formation dans le domaine de l'ingénierie à l'Institut d'ingénierie civile de Moscou où il gradue en 1967. En 1969, il commence une carrière à la compagnie d'État Leninabadstroy dans sa ville natale. En 1980, il reçoit un nouveau diplôme de l'Académie des sciences sociales du Comité central de parti communiste de l'Union soviétique ce qui lui permet de continuer à monter les échelons dans la compagnie de construction Leninabadzhilstroy. À la suite de la guerre civile tadjike, Oqilov intègre le gouvernement d'Abdumalik Abdullojonov comme ministre de la Construction. Parallèlement, il est également vice-gouverneur de la région de Sughd, dont il est originaire. En 1994, il devient vice-premier ministre dans le gouvernement de Jamshed Karimov.

### Premier ministre
Le 20 décembre 1999, Oqilov devient premier ministre du Tadjikistan. Il est alors le premier membre du parti présidentiel, le parti démocratique populaire du Tadjikistan, à occuper cette position malgré le fait que cette position est désignée par le parlement sans confirmation par le parlement. Contrairement à d'autre États, le premier ministre n'est pas chef du gouvernement au Tadjikistan, mais seulement son dirigeant au parlement. Ceci ne donne à Oqilov qu'une capacité très limitée à prendre des décisions politiques pour le gouvernement.
À son arrivée au pouvoir, Oqilov est considéré comme un technocrate riche en contacts dans les milieux politiques et économiques. Il est également promu comme une figure politique du nord pouvant éventuellement rivaliser l'opposant Abdumalik Abdullojonov dans son Sughd natal alors que le régime est affaibli par des concessions faites aux anciens dirigeants de l'Opposition tadjike unie sous forme de positions dans le cabinet. Oqilov et la ministre du travail Rafiqa Musoeva sont alors les deux derniers membres du gouvernement ayant été associés directement au Parti communiste tadjik.
Le début de mandat d'Oqilov est marqué par plusieurs sécheresses majeures dans un pays vulnérable aux pénuries alimentaires. Le pays est frappé par une première sécheresse en 2000 qui pousse l'Organisation des Nations unies à intervenir. Le pays est de nouveau affecté en 2002, ce qui cause la communauté internationale à craindre une famine imminente.
À la suite de l'élection présidentielle tadjike de 2006, Rahmon reconduit Oqilov au poste de premier ministre. L'exécutif du pays est néanmoins fortement changé alors qu'un peu plus de la moitié des ministères et un peu plus de la moitié des comités sont abolis. Sa reconduite est également marquante considérant la durée moyenne des mandats de ses prédécesseurs au poste. Ceci mène à des rumeurs de remplacement à chaque rencontre du gouvernement durant la totalité de son mandat.
Le 14 novembre 2007, Oqilov est attendu pour faire une présentation sur les catastrophes naturelles en collaboration avec l'Union européenne sur la place de l'Unité, place centrale abritant des édifices fréquentés par des touristes et des officiers tadjiks et ouzbeks. Cependant, une bombe explose quelques heures avant le discours tuant un concierge ayant accidentellement déclenché l'explosion en entrant en contact avec la bombe dans l’exercice de ses fonctions. L'événement est rapidement déclaré comme terroriste par les autorités. Cependant, cette interprétation ne fait pas l'unanimité puisque certains accusent le gouvernement tadjik d'avoir planifié les événements pour réduire les pressions internationales demandant une démocratisation rapide du pays.
Le 20 novembre 2013, Oqilov est à Saint-Pétersbourg pour une rencontre des chefs de gouvernements du Communauté des États indépendants. Il s'agit de son dernier sommet au poste de premier ministre puisqu'il est démis de ses fonctions trois jours plus tard. Il est alors remplacé par le gouverneur du Sughd: Kokhir Rasulzoda.
Plusieurs explications sont donnés pour expliquer le long mandat d'Oqilov comparé à ses prédécesseurs. Entre autres, étant originaire du nord du pays, il représentait une certaine balance avec Rahmon, quant à lui originaire du Kulob dans le sud. Il n'est cependant pas le premier occupant de cette fonction à être originaire du Sughd puisque son prédécesseur Yahyo Azimov l'était aussi. D'autres analystes argumentent que la longévité politique d'Oqilov est liée à son absence d'ambitions politiques et entrepreneuriales.

## Diplomatie
Le mandat d'Oqilov est marqué par des tensions avec l'Ouzbékistan, pays dont le Tadjikistan est dépendant pour permettre l'importation de matériaux. En 2008, la justice tadjike accuse le MXX, les services secrets ouzbeks, d'avoir aidé Komiljon Ishonkulov à déclencher une bombe devant la Cour suprême. En 2010 puis en 2012, celles-ci déclenchent un incident diplomatique lorsque Oqilov accuse le gouvernement ouzbek de s'ingérer dans l'élection présidentielle tadjike de 2013 en détruisant un pont ferroviaire alimentant le Tadjikistan. Ceci rend l'accès au gaz naturel turkmène difficile pour le Tadjikistan. Cet accès est particulièrement important pour le Tadjikistan puisqu'il s'agit de la principale source d'électricité en hiver. Ces tensions font contraste avec la situation de l'hiver 2002-2003 où l'Ouzbékistan a facilité l'accès à ces ressources après un accord négocié par Oqilov dans un contexte de famine imminente au Tadjikistan.
Oqilov dirige également plusieurs délégations diplomatiques lors de son mandat. Parmi celle-ci, celle de la 68e session de l'Assemblée générale des Nations unies où il fait un discours. Les conversations avec les dignitaires de l'ONU tournent généralement autour du sujet de l'accès à l'eau dans la région, sujet principal des tensions avec l'Ouzbékistan.

## Distinctions
Oqilov est récipiendaire de plusieurs honneurs accumulés durant sa carrière politique. Parmi ceux-ci se trouvent l'ordre d'Ismoil Somoni et plusieurs médailles.

## Vie privée
Oqilov est marié et à trois enfants. Oqilov est également une anomalie dans l'élite politique tadjike par son mode de vie modeste. En effet, il demeure dans le même appartement qu'il occupait avec sa femme durant la période soviétique et est impliqué dans la vie de quartier.